# Sandy Maendly
Sandy Yannick Maendly (* 4. April 1988 in Genf) ist eine ehemalige Schweizer Fussballnationalspielerin.

## Karriere

### Vereine

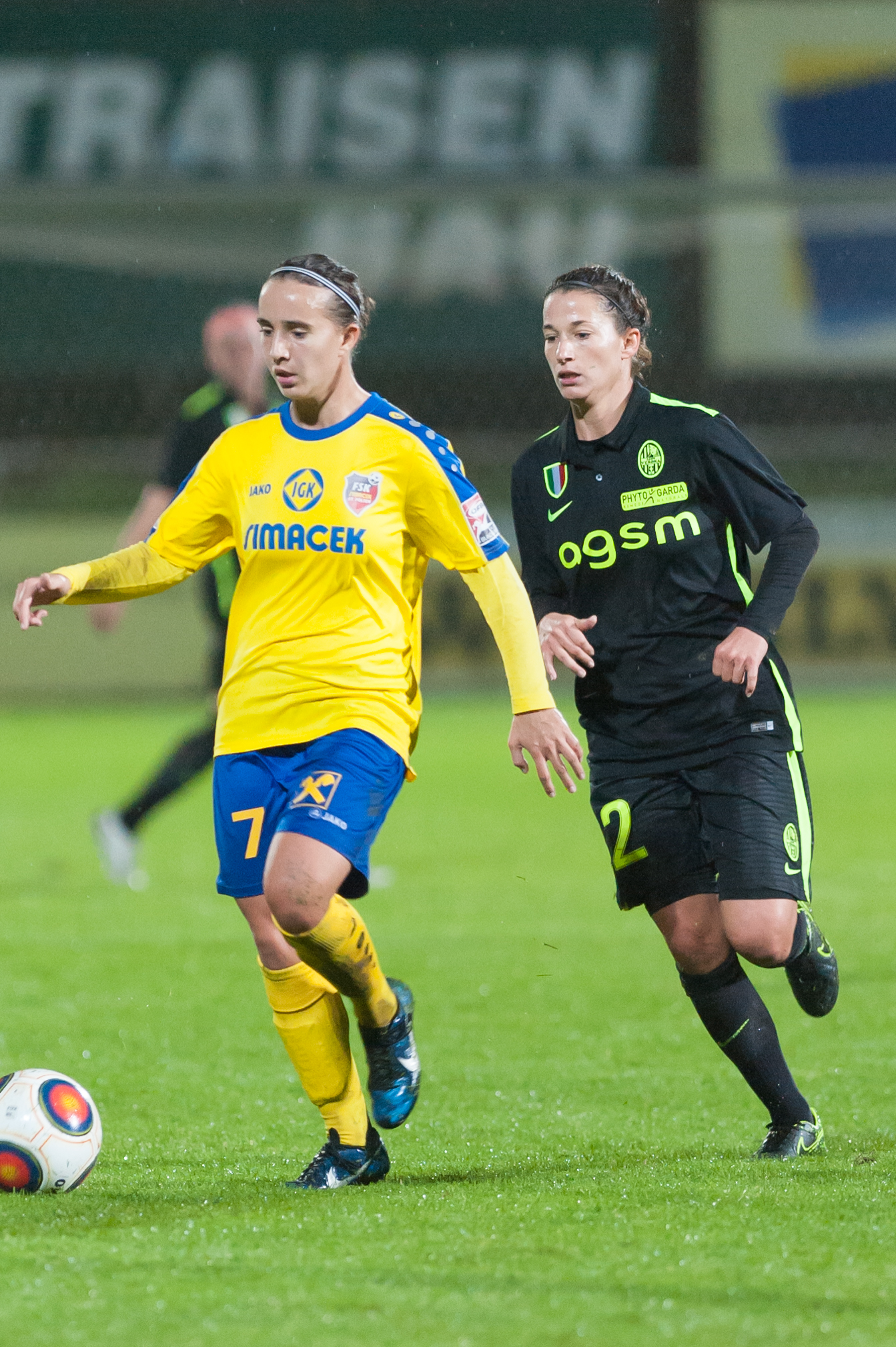
Sandy Maendly (re.) im Laufduell mit Fanny Vágó,
UEFA Women's Champions League 2015/16:
FSK St. Pölten-Spratzern vs ASF CF Verona

Maendly begann mit dem Fussballspielen beim FC Grand-Lancy. Nach Stationen bei Signal FC Bernex-Confignon und CS Chênois ging es zu den YB Frauen. Danach folgten Stationen in Italien mit Meisterehren, die Rückkehr in die Schweiz zum FC Neunkirch, mit dem sie das Double gewann. Da der Verein danach aber aus finanziellen Gründen zurückgezogen wurde, wechselte sie nach Spanien. Im Februar 2018 kehrte sie zurück in ihre Heimat und spielte noch viereinhalb Saisons für Servette FC Chênois Féminin. 2018 stieg Servette in die höchste Liga auf. In der Saison 2020/21 gewann der Verein den Schweizer Meistertitel. Ende Saison 2021/22 trat Maendly vom Spitzensport zurück.

### Nationalmannschaft
Im Juli 2005 nahm sie mit der U-19-Mannschaft an der U-19-Fußball-Europameisterschaft der Frauen 2005 teil. Die Mannschaft konnte dort das Spiel um Platz 5 gewinnen, womit sie sich für die U-20-Fußball-Weltmeisterschaft der Frauen 2006 qualifizierten.
Maendly gab am 22. April 2006, kurz nach ihrem 18. Geburtstag ihr Debüt für die Schweizer A-Nationalmannschaft. Im WM-Qualifikationsspiel gegen Irland stand sie in der Startelf, wurde aber nach 65 Minuten ausgewechselt. Mit 2:0 gewannen die Schweizerinnen, es war aber ihr einziger Sieg in der Qualifikation. Im August 2006 nahm sie mit der U-20-Mannschaft an der U-20-WM in Russland teil, schied aber mit ihrer Mannschaft nach drei Niederlagen aus. Zehn Monate nach ihrem ersten A-Länderspiel kam sie am 23. Februar 2007 beim Freundschaftsspiel gegen Malta wieder zum Zuge, stand dann aber 90 Minuten auf dem Platz. Die Pause bis zum nächsten Einsatz war dann nur noch sechs Monate lang, beim 0:7 gegen Welt- und Europameister Deutschland am 22. August 2007 in der EM-Qualifikation wurde sie zur zweiten Halbzeit eingewechselt. Im nächsten Qualifikationsspiel, das gegen Wales mit 2:0 gewonnen wurde, durfte sie zwar über 90 Minuten mitspielen, musste dann aber 17 Monate auf den nächsten Einsatz warten. Ab März 2009 war sie dann Stammspielerin. Sie gehörte dann auch zum Kader, der sich im Juni 2014 für die WM in Kanada qualifizierte und damit erstmals für ein großes Turnier. Für die WM, vor der sie es auf 67 Länderspiele gebracht hatte, konnte sie dann aber nicht nominiert werden, da sie sich im November 2015 in einem Meisterschaftsspiel eine Kreuzbandverletzung zugezogen hatte. Nach der WM wurde sie im September wieder für ein Freundschaftsspiel gegen Dänemark nominiert, kam aber nicht zum Einsatz. Nach einem halbstündigen Einsatz im EM-Qualifikationsspiel gegen Nordirland, das mit 8:1 gewonnen wurde, kam sie erst wieder im Juni 2019 in einem Freundschaftsspiel gegen Serbien zum Einsatz und dann wieder regelmäßiger.
Maendly nahm an der Fußball-Europameisterschaft der Frauen 2022 teil und stand in allen drei Gruppenspielen in der Startformation der Schweizerinnen. Die Schweiz schied nach der Vorrunde aus. Nach der Euro trat sie vom Spitzenfussball zurück. Das Spiel gegen die Niederlande, bei dem sie in der 58. Minute ausgewechselt wurde, war das letzte in ihrer Karriere.

### Sportchefin
Von 2022 bis Dezember 2024 war Maendly Sportchefin und Sportkoordinatorin bei Servette Chênois. 2023 und 2024 gewann sie in dieser Funktion mit dem Verein den Schweizer Cup.

## Erfolge
- Schweizer Meisterin 2011 (mit BSC Young Boys), 2017 (mit FC Neunkirch), 2021 (mit Servette FC Chênois)
- Schweizer Cupsiegerin 2017 (mit FC Neunkirch)
- Schweizer Doublegewinnerin 2017 (mit FC Neunkirch)
- Italienische Meisterin 2011/2012, 2012/2013 mit SEF Torres 1903, 2014/2015 mit Verona Calcio
- Italienische Super-Pokalsiegerin 2011/2012, 2012/2013, 2013/2014 mit SEF Torres 1903